# Утик
Ути́к, Ути (арм. Ուտիք, др.-греч. Ὀτηνή, Оте́на) — историческая область в Закавказье, в античности 12-я провинция Великой Армении, затем область Кавказской Албании. Ныне большей частью на территории современного Азербайджана.

## Описание
Название происходит от имени местного племени — утиев, именем которого назывался и центр области — гавар (округ) Ути Арандзак. Провинция или ашхар Утик, кроме собственно Утика, включала в себя также и соседствующий с ним на западе Сакасена (у армян  —  Шакашен), то есть все земли по среднему течению Куры. Площадь Утика составляла 11315 км².

## История

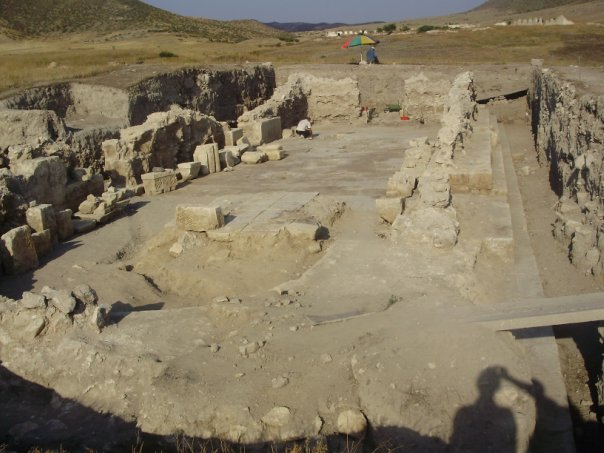
Руины Тигранакерта

Согласно Р. Хьюсену, до армянского завоевания области Утик и Арцах, населяли более десятка различных племён преимущественно неиндоевропейского происхождения, среди которых были и утии, жившие в Утике. В середине I тыс. до н. э. сюда поселяются ираноязычные племена саков, как сообщает Страбон на рубеже I века до н. э.—I века н. э. «Саки совершали набеги подобно киммерийцам и трерам…Так они захватили Бактриану и завладели лучшей землёй в Армении, которой они оставили название от своего имени — Сакасена». Эта область в VII—VI веках до н. э. была центром скифского царства в Закавказье. Потомки скифских племён, осевших в плодородных долинах по берегам Куры — на правом в области Сакасена и на левом в предгорьях Кавказа, в районе Шеки, — также входили в албанский племенной союз.
Как отмечается в энциклопедии «Ираника», уже к VII веку до н. э. армянское население дошло до реки Кура.
По мнению большинства историков, восточная граница Великой Армении установилась по реке Куре в начале II в. до н. э., когда армянским царем Арташесом I ряд соседних областей были присоединены к Армении, в том числе и правобережье Куры, где обитали албаны, утии и саки. На момент возникновения этой границы централизованного государства Кавказская Албания ещё не существовало — последнее возникло в конце II или даже в середине I в. до н. э..
Согласно исследованиям археологов один из четырёх одноимённых городов, Тигранакерт, построенных царем Тиграном II Великим, локализуется на границе входивших в то время в состав Великой Армении провинций Арцах и Утик. Еще один город с таким названием находился в области Гардман. Здесь же находился город Халхал — резиденция сначала армянских, а затем албанских царей.
По мнению Новосельцева А. П., на всем протяжении существования Великой Армении только на короткий период в середины IV века к Албании перешли несколько областей на правом берегу Куры. В 363 году князь Утика, как и правители других северо-восточных областей Армении, порвал феодальные отношения с Арменией и перешёл в сферу влияния Албании. Авторитетная энциклопедия «Ираника» объясняет это лояльностью албанцев Сасанидам. По сообщениям историка IV—V веков Фавстоса Бузанда, спарапет Великой Армении Мушег Мамиконян вернул области, «которые ими были захвачены — Ути, Шакашен и Гардманадзор, Колт и сопредельные им гавары», и наконец «реку Куру сделал границей между своей страной и Албанией, как было раньше». Однако Ираника считает, что эти области продолжали оставаться в составе Албании, а их возвращение Армении маловероятным.
Согласно традиции, князья Утика вели своё происхождение от легендарного предка армян Хайка.
После 387 года, во время раздела Армении между Римом и Сасанидским Ираном, 2 правобережных области Армении — Утик и Арцах — были включены в состав вассального от Персии государства Албании, очевидно, за их услуги шахам. Население территорий, лежавших к югу от Куры и по договору 387 года вошедших в состав Албании, было преимущественно албанским. По сообщению «Ашхарацуйца» VII века:
…албанцы отторгли у армян области: Шикашен, Гардман, Колт, Заве и ещё 20 областей, лежащих до впадения Аракса в реку Кур.
Около 462 года по приказу персидского шаха Пероза, царём Албании Вачэ в Утике (в гаваре Ути Арандзнак) был построен город Перозапат, иначе — Партав, ставший столицей Албании. С тех пор политический, экономический и культурный центр Албании перемещается на правобережье Куры — в Утик. В конце VI века здесь, в области Гардман, обосновалась династия Михранидов персидского происхождения, правившая полиэтнической Албанией до самой её ликвидации в 706 году.
Согласно Новосельцеву А. П., в позднеантичное время, в период политической гегемонии Армении, часть разноплеменного местного населения южнее Куры была арменизированна. К VI веку только равнинные части Утика сохраняли свои этнические особенности, хотя и были затронуты общим процессом арменизации. И. Кузнецов отмечает, что в VI — VII веках  Утик в значительной степени был уже арменизирован.
Здесь находилось крупное селение Каганкатуйк, где в VII веке родился средневековый историк Албании Мовсес Каганкатваци. Ко времени жизни этого автора население большей части Утика было арменизировано. В середине VIII века в Утике появляется пришлое племя Севордик венгерского происхождения. Принимая армянскую веру, к началу X века последние также подверглись арменизации. Арабский историк X века Масуди называет их «Сийавурдия, которые являются ветвью армян». После восстановления в 885 году армянского государства горная часть Утика была присоединена к Армении и управлялся наместниками армянского царя. Рассказывая о воцарении Ашота I, Ованес Драсханакертци сообщает:
Затем он простер руку к северным пределам, подчинив себе племена, которые жили в юдолях великих гор Кавказских, в долинах и глубоких продольных ущельях. Точно так же он подчинил своей власти всех без изъятия грубых жителей Гугарка и разбойных людей гавара Ути и уничтожил у них разбой и вероломство, всех их приведя к порядку и покорности и поставив над ними предводителей и ишханов.
Местная династия существовала вплоть до 922 года, пока последний утийский князь Саак Севада был задержан и ослеплен по приказу Ашота II а Утик снова был присоединен к Армении. К X веку только в округе Барды в равнинной части Утика ещё сохранился албанский (утийский) язык, но затем упоминания о нём прекратились. В IX—X веках понятие «Албания» становится термином историческим. Территория сохранившая географическое название «Албания» (Арран), распространявшееся также и над территорией Утика, не была идентична античной Албании. С XI—XII веков равнинная часть древнего Утика начинает постепенно тюркизироваться.
Существуют свидетельства о проживании удин на территории древнего Утика в начале Нового времени. Так, согласно сообщениям Закария Канакерци, в XVII веке на территории Карабаха было поднято восстание, во главе которого стоял «некий человек из племени алван, которых зовут удинами, из алванского города Гадзака»

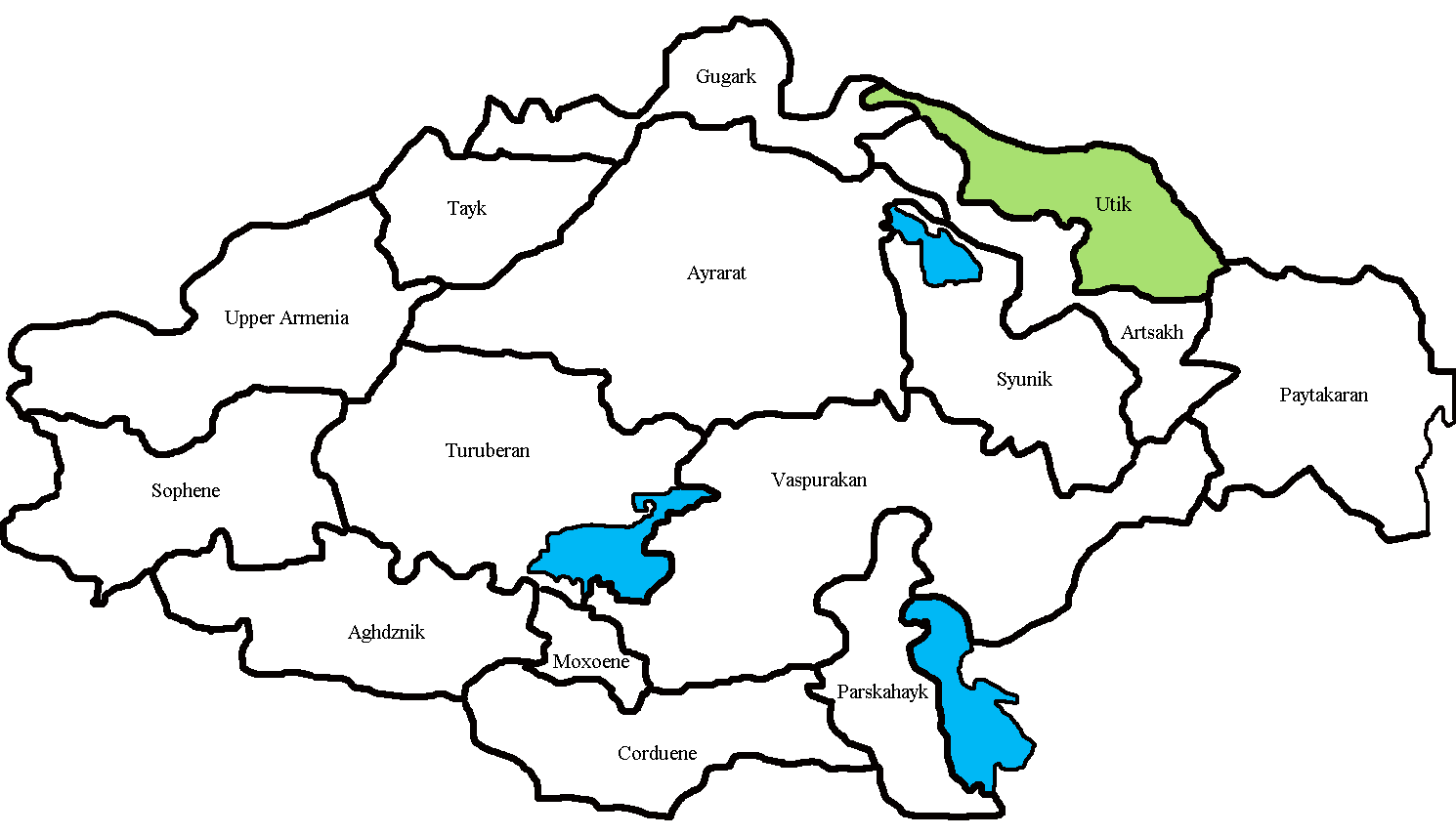
Расположение провинции Утик на карте Великой Армении
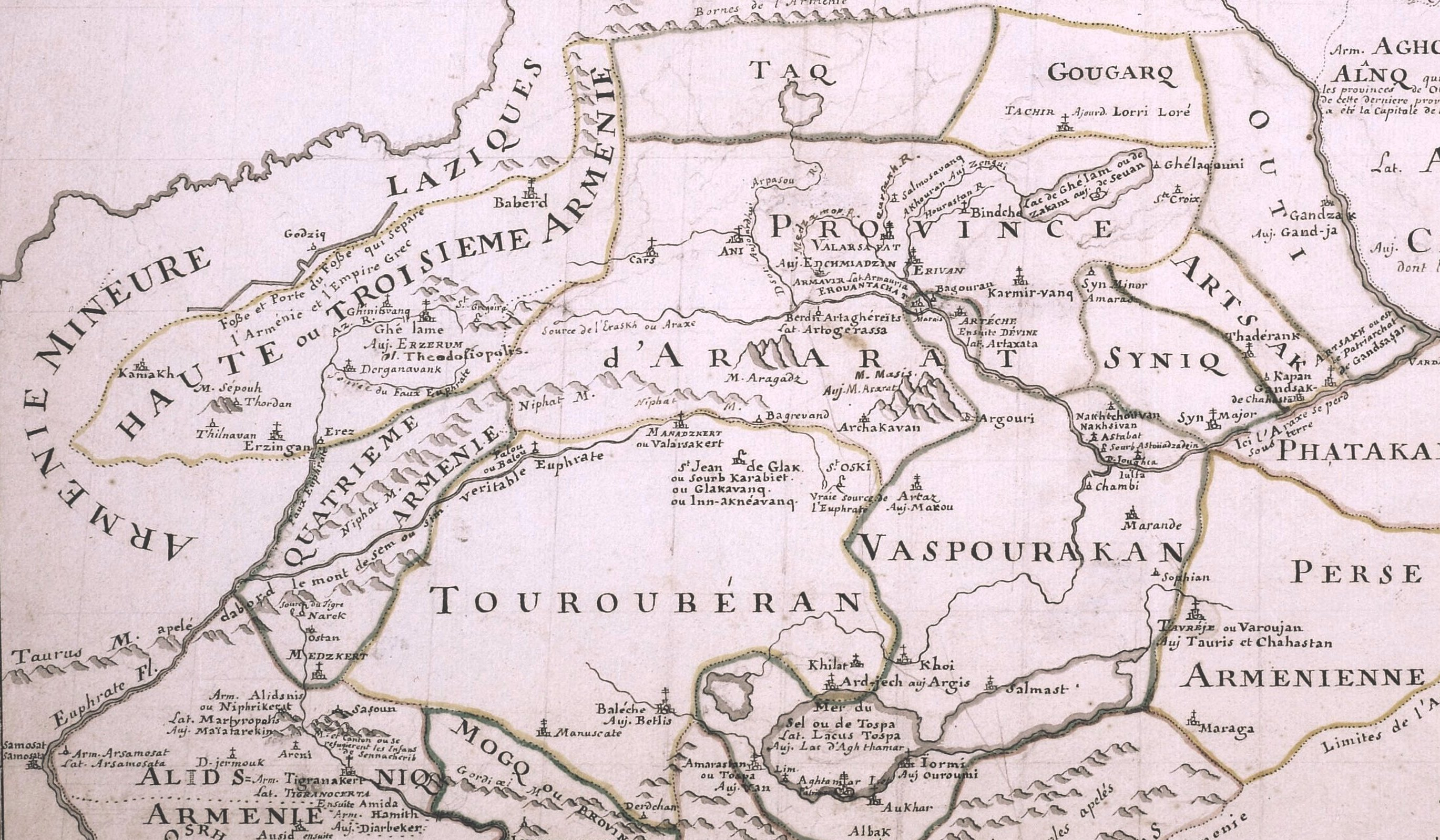
Утик (Outi) на карте Великой и Малой Армении, 1788 год